# Brownleea macroceras
Brownleea macroceras é uma espécie de orquídea terrestre com pequenas flores, cujo gênero é proximamente relacionado às Disa.  Esta espécie é originária da África do Sul, onde habita áreas elevadas, sujeitas a chuvas de verão, principalmente nas campinas encostas das montanhas, florescendo no final do verão.